# Human (MULTI MAXのアルバム)
『Human』（ヒューマン）は、MULTI MAXの3枚目のオリジナル・アルバム。1992年5月20日に発売された。発売元は東芝EMI / EASTWORLD。2001年8月22日にはヤマハミュージックコミュニケーションズから再発売されている

## 解説
オリジナル・アルバムとしては『STILL』以来1年1か月ぶりとなる作品。
アルバムでは本作からバンドの名称が『CHAGE PRESENTS MULTI MAX』名義となる。

## 収録曲
| 全編曲: 村上啓介。 |                               |                   |                      |       |
| #                  | タイトル                      | 作詞              | 作曲                 | 時間  |
| 1.                 | 「MOFU III (馬亜日酒の日々)」 |                   | 村上啓介             | 1:07  |
| 2.                 | 「PARADISE」                  | CHAGE、青木せい子 | CHAGE                | 4:39  |
| 3.                 | 「I JUST WANNA SLEEP」        | CHAGE             | CHAGE                | 5:22  |
| 4.                 | 「RAINY DAY」                 | 陣内大蔵          | 村上啓介             | 5:08  |
| 5.                 | 「島の娘」                    | CHAGE             | CHAGE                | 5:44  |
| 6.                 | 「LOVE」                      | 青木せい子        | CHAGE                | 4:52  |
| 7.                 | 「僕と君のように」            | CHAGE、澤地隆     | CHAGE                | 6:05  |
| 8.                 | 「NO EXCUSE」                 | 青木せい子        | 浅井ひろみ、村上啓介 | 4:48  |
| 9.                 | 「TIME IS FLYING」            | 陣内大蔵          | 村上啓介             | 5:07  |
| 10.                | 「SO SO」                     | 澤地隆            | 村上啓介             | 5:05  |
| 11.                | 「遠い街から」                | CHAGE             | 村上啓介             | 5:42  |
| 合計時間:          | 合計時間:                     | 合計時間:         | 合計時間:            | 53:39 |

## 楽曲解説
1. MOFU III (馬亜日酒の日々)
インストゥルメンタル。
次曲と繋がっている。
2. PARADISE
イントロが前曲と繋がっている。
3. I JUST WANNA SLEEP
4. RAINY DAY
村上のメインボーカルによる楽曲。
ベストアルバム『MAX TOOL VOL.1』にも収録されている。
5. 島の娘
浅井のメインボーカルによる楽曲。
6. LOVE
1991年11月6日発売の3枚目シングル。
7. 僕と君のように
8. NO EXCUSE
浅井のメインボーカルによる楽曲。
9. TIME IS FLYING
シングル「遠い街から」のカップリング曲。
表記は無いが、アルバム・ヴァージョンとなっており、エンディングに新たなパートが追加されている。
10. SO SO
シングル「LOVE」のカップリング曲。
11. 遠い街から
1992年5月1日発売の4枚目シングル。
表記は無いが、イントロが異なるアルバム・ヴァージョンとなっている。

## 参加ミュージシャン
- E.Guitar、Ukulele、Tai-shogoto：村上啓介
- Bass：美久月千晴 (#2, #6, #10, #11)、村上啓介 (#1, #4, #9)
- Drums：山木秀夫 (#6, #9)、湊雅史 (#2, #10)
- Piano：中西康晴 (#6, #10)、矢島マキ (#11)
- Percussion：PECKER (#8, #11)
- Strings：金子飛鳥クアルテット (#11)
- Chorus：MULTI MAX
- Synthesizer Sound Designer：中山信彦、森達彦
- Sequencer Programmer：村上啓介